# WrestleMania IX
Wrestlemania IX foi o nono evento de luta livre profissional WrestleMania produzido pela World Wrestling Federation (WWF) e transmitido em formato pay-per-view, que aconteceu em 4 de abril de 1993 no Caesars Palace em Paradise, Nevada. Essa foi a primeira WrestleMania a acontecer em um local aberto.
No evento principal, Yokozuna enfrentou Bret Hart pelo WWF World Heavyweight Championship. Em outro combate, Hulk Hogan, que havia deixado a WWF depois do WrestleMania VIII, retornou e fez dupla com Brutus Beefcake contra os campeões de duplas da WWF, Money Inc. (Ted DiBiase e Irwin R. Schyster). Hogan e Beefcake perderam a luta, mas Hogan inesperadamente venceu Yokozuna pelo título em um confronto de 22 segundos depois que Yokozuna derrotou Hart para capturar o título. Em adição, Shawn Michaels manteve o Intercontinental Championship, embora ele perdeu seu combate contra Tatanka.
Vários revisores criticaram o evento. A crítica mais frequente foi relacionada com a luta entre The Undertaker e Giant Gonzalez, a vitória de Hulk Hogan e as togas romanas vestidas pelos comentaristas. Tanto as vendas em pay-per-view quanto o comparecimento ao vivo diminuíram comparado ao evento do ano anterior.

## Resultados
| Nº                                          | Resultados | Estipulações                                           | Tempo |
| ------------------------------------------- | --- | ------------------------------------------------------ | ----- |
| Dark                                        | Tito Santana venceu Papa Shango | Luta individual                                        | 8:00  |
| 1                                           | Tatanka (com Sensational Sherri) derrotou Shawn Michaels (c) (com Luna Vachon) por contagem                                                            | Luta individual pelo WWF Intercontinental Championship | 18:13 |
| 2                                           | The Steiner Brothers (Rick e Scott) derrotou The Headshrinkers (Fatu e Samu) (com Afa)                                                                 | Luta de duplas                                         | 14:22 |
| 3                                           | Doink The Clown (Matt Borne) derrotou Crush | Luta individual                                        | 8:28  |
| 4                                           | Razor Ramon venceu Bob Backlund | Luta individual                                        | 3:45  |
| 5                                           | Money Incorporated (Ted DiBiase e Irwin R. Schyster) (c) derrotou The Mega-Maniacs (Hulk Hogan e Brutus Beefcake) (com Jimmy Hart) por desqualificação | Luta de duplas pelo WWF Tag Team Championship          | 18:27 |
| 6                                           | Lex Luger derrotou Mr. Perfect | Luta individual                                        | 10:56 |
| 7                                           | The Undertaker (com Paul Bearer) derrotou Giant Gonzales (com Harvey Wippleman) por desqualificação                                                    | Luta individual                                        | 7:33  |
| 8                                           | Yokozuna (com Mr. Fuji) derrotou Bret Hart (c) | Luta individual pelo WWF Championship                  | 8:55  |
| 9                                           | Hulk Hogan derrotou Yokozuna (c) (com Mr. Fuji) | Luta individual pelo the WWF Championship              | 0:22  |
| (c) – Refere-se aos campeões antes da luta. | |                                                        |       |